# Francisco Contreras Valenzuela
 (janvier 2022).
Si vous disposez d'ouvrages ou d'articles de référence ou si vous connaissez des sites web de qualité traitant du thème abordé ici, merci de compléter l'article en donnant les références utiles à sa vérifiabilité et en les liant à la section « Notes et références ».
Francisco Contreras Valenzuela est un poète, critique, essayiste et écrivain chilien, né à Quirihue le 21 janvier 1877 et décédé à Paris le 3 mai 1933. Il fut l'un des plus importants ambassadeurs de la littérature latino-américaine en Europe et inspira bon nombre d'illustres auteurs d'Amérique du Sud. Père du Mundonovismo, il collabora régulièrement aux côtés de Vallette et de Rachilde au Mercure de France. 

## Biographie
Marié à la Ribéracoise Andréa Alphonse (qui s'installa au Chili en 1936 jusqu'à sa mort en 1991), ils ouvraient chaque mardi leur salon de la rue Le Verrier à Paris aux personnalités culturelles et politiques. Ainsi, ils fréquentèrent le prince des poètes Paul Fort, Paul Léautaud, Picasso, Dali, Einstein ou encore Vladimir Ilitch Oulianov dit Lénine. Atteint de tuberculose, Francisco Contreras décéda en 1933 et fut inhumé à Ribérac dans le caveau de la famille de son épouse Andréa Alphonse. Ses cendres furent transférées au Chili en mars 2007, conformément à ses vœux et grâce à l'action conjointe et bénévole de Carlos Munoz Nunez de Santiago et de Nicolas Platon de Ribérac.
À cette occasion, des hommages lui ont été rendus à la Bibliothèque nationale de Santiago, à la maison des écrivains fondée par Pablo Neruda et dans sa ville natale de Quirihue où il repose, après soixante-treize années d'oubli, auprès de son épouse et de son fils. Lors du retour de ses cendres, la Corporación Cultural Ribérac a été fondée par Luis Contreras Jara, Carlos Nunoz Munez et le Français Nicolas Platon. En saluant le geste réalisé par ce dernier, le congrès national du Chili a décidé de financer un monument à la mémoire du poète écrivain essayiste.